# Jamnagar (distrikt)
Jamnagar är ett distrikt i delstaten Gujarat i indien på den södra kusten av Kutchbukten. Administrativ centralort är Jamnagar och den kända staden Dwarka ligger i distriktet. Vid folkräkningen 2001 hade Jamnagar 1 904 278 invånare. 1 068 022 av dessa bodde på landsbygden och 836 256 bodde i tätorter.

## Demografi
Av befolkningen i Jamnagar är 66,48% läskunniga (76,55% av männen och 56,18% av kvinnorna).
84,33% av befolkningen är hinduer (1 605 941 personer), 14,19% muslimer (270 223 personer) och 1,15% jainister (21 907 personer).